# Trabalho em andamento
Work in progress, Work in process (do inglês, respectivamente, Trabalho em progresso, Trabalho em processo ou "Material em processamento"), ou simplesmente WIP, trata-se de um termo utilizado na língua inglesa para referir-se aos bens de uma companhia (ou de um produto em singular), que ainda está em fase de desenvolvimento, à espera, de um posterior lançamento e/ou liberação.  O termo é comumente utilizado na gestão da cadeia de suprimentos de negócios, bem como por desenvolvedores ou produtores independentes.